# Василуди
Василуди или Левен (на гръцки: Βασιλούδι, катаревуса Βασιλούδιον, Василудион, до 1927 година Λέβεν, Левен) е село в Гърция, част от дем Лъгадина (Лангадас) в област Централна Македония.

## География
Селото е разположено между Лъгадинското (Корония) и Бешичкото езеро (Волви).

## История

### В Османската империя
Александър Синве („Les Grecs de l’Empire Ottoman. Etude Statistique et Ethnographique“), който се основава на гръцки данни, в 1878 година пише, че в Левени (Lévéni) живеят 60 гърци. В „Етнография на вилаетите Адрианопол, Монастир и Салоника“, издадена в Константинопол в 1878 година и отразяваща статистиката на населението от 1873 година, Левен (Levene) е показано като село с 18 домакинства и 76 жители гърци. Към 1900 година според статистиката на Васил Кънчов в Левен живеят 125 гърци. По данни на секретаря на Българската екзархия Димитър Мишев („La Macédoine et sa Population Chrétienne“) в 1905 година в Левен (Leven) има 90 гърци.

### В Гърция
След Междусъюзническата война в 1913 година попада в Гърция. Боривое Милоевич пише в 1921 година („Южна Македония“), че Левен (Левен) има 60 къщи гърци. През 20-те години в селото са настанени гърци бежанци. В 1927 година селото е прекръстено на Василуди. Според преброяването от 1928 година Василуди е смесено местно-бежанско село с 84 бежански семейства и 316 души. До 2011 година Василуди е част от дем Корония.